# Пеллегрини, Лука (футболист, 1963)
Лука Пеллегрини (итал. Luca Pellegrini; род. 24 марта 1963, Варесе) — итальянский футболист, защитник. Прежде всего известен по выступлениям за «Сампдорию», а также молодёжную сборную Италии. Чемпион Италии. Трёхкратный обладатель Кубка Италии. Обладатель Кубка Кубков УЕФА.

## Клубная карьера
Воспитанник футбольной школы клуба «Варезе». Взрослую футбольную карьеру начал в 1978 году в основе того же клуба, в котором провёл два сезона, приняв участие в 26 матчах чемпионата и забив 1 гол.
Своей игрой привлёк внимание представителей тренерского штаба клуба «Сампдория», к составу которого присоединился в 1980 году. Сыграл за генуэзский клуб следующие одиннадцать сезонов игровой карьеры. Большинство времени, проведённого в составе «Сампдории», был основным игроком защитной линии команды, являлся капитаном команды. За это время завоевал титул чемпиона Италии, становился обладателем Кубка Италии (трижды), обладателем Кубка Кубков УЕФА.
С 1991 по 1994 год играл в составе клубов «Верона» и «Равенна».
Завершил профессиональную игровую карьеру в клубе «Торино», цвета которого защищал на протяжении 1994—1995 годов. Завершил карьеру игрока в 32 года.

## Выступления за сборную
В течение 1982—1989 годов привлекался к составу молодёжной сборной Италии. На молодёжном уровне сыграл в 7 официальных матчах. Вошел в состав олимпийской сборной Италии на Летних Олимпийских играх 1988 года.

## Титулы и достижения
- Чемпион Италии (1):

«Сампдория»: 1990/91
- Обладатель Кубка Италии (3):

«Сампдория»: 1984/85, 1987/88, 1988/89
- Обладатель Кубка Кубков УЕФА (1):

«Сампдория»: 1989/90